# ダーク・タワー
『ダーク・タワー』（The Dark Tower）は、スティーヴン・キングによる長編ダークファンタジー小説。全7部構成（シリーズではなく、長編の分冊ということになっている）。英国幻想文学大賞を受賞した。キング自身がライフワークと称する作品で、70年代より執筆を開始し、1982年から2004年まで全7巻を刊行、完結まで約30年を要した。アメリカの西部開拓時代を思わせる荒廃した世界（中間世界）を舞台に、「最後のガンスリンガー」であるローランドと仲間たちの壮大な旅を描く。

## ストーリー
黒衣の男は飄然と荒野の彼方に逃げ去り、ガンスリンガーはその後を追った。
荒廃し、なにもかもが変転していく世界を舞台に、「最後のガンスリンガー」であるローランドが暗黒の塔を探索するという物語。「暗黒の塔」は、存在するすべての世界と宇宙を中心でつなぎとめていると言われ、この「塔」が倒壊しかけていることがこの世界の荒廃の原因である。ローランドの目的はこの「塔」を見つけて修復することであった。途中、様々な人物と出会い、時に旅の仲間を得ながら探索を続けるローランドだが、様々な困難が彼ら「カ・テット」（カ＝運命によって結束した仲間）にふりかかることになる。

## 主要登場人物
ローランド・デスチェイン(Roland Deschain)
主人公。最後のガンスリンガー。ギリアドの末裔。塔に至る為ならば如何なる犠牲をも厭わない冷酷な性格だったが、長年の孤独の後に仲間と出会い、徐々に人間性を取り戻していく。高熱に浮かされたり、毒が体に回っても何日間と眠らずにいられるという強靭な体力の持ち主であると同時に、凄腕の拳銃遣いでもある。右利きだが、ある事件から左利きのガンスリンガーとなる。（カ・テットの指導者）
エディ・ディーン(Eddie Dean) 第2部以降
元麻薬中毒者。馬鹿馬鹿しいジョークを連発してローランドを辟易させるが、頭の回転は早く鋭いものの見方をする。子供のころから兄ヘンリーに気を遣って生きてきたため、彼の中で兄の存在が絶対となっていた。麻薬の運び屋に手を染めていたところをローランドによって中間世界に引き込まれ、ガンスリンガーとなる。（カ・テット）
スザンナ・ディーン(Susannah Dean) 第2部以降
事故で足を無くした多重人格（オデッタ・ホームズとデッタ・ウォーカー）の女性。気弱で臆病なオデッタ、傲慢で自分勝手なデッタに対し、本来の人格は、冷静ながら情熱的。富豪でありながら、デッタの影響から万引きを趣味としていた。エディの献身的な愛によりオデッタとデッタの人格が統合され、新たな人格スザンナを生み出した。のちにエディの妻、そしてガンスリンガーとなる。（カ・テット）
ジェイク・チェンバーズ(Jake Chambers)
ローランドが一度見捨てた少年。黒衣の男を追う途中で千尋の谷に落ちるが、のちにローランドの手で救われる。ニューヨークの私立小学校に通っており、成績は学年トップクラスだった。家庭は裕福だが、両親の愛情を受けられず、決して幸福ではなかった。“タッチ”というテレパシーに似た、人の思考に触れる能力がある。（カ・テット）
オイ(Oy)
旅に加わった小動物。中間世界に生息している高い知能を持った種族ビリー・バンブラーであり、犬と狼の中間のような姿をしている。人間の言動をまねすることができ、ジェイクとは深い絆で結ばれている。（カ・テット）
ドナルド・キャラハン(Donald Callahan) 第5部以降
もとセイラムズ・ロットという町の年老いた神父。吸血鬼を見分けられる。『呪われた町』の登場人物。若い頃は理想に燃えていたが、やがて腐敗した教会の実態を知って失望、セイラムズ・ロットを襲った吸血鬼との戦いに敗北して逃げ出してしまう。その後、神父をやめて放浪しつつ吸血鬼を狩り続けた結果、異なる世界に足を踏み入れる事になる。最終的に、中間世界のある村にたどり着き、そこでローランドたちと出会うことになる。（カ・テット）
ランドル・フラッグ、黒衣の男、不老の異邦人、リチャード・ファニンetc.(Ageless Stranger, The Man in Black)
ローランドの仇敵。ローランドの父の右腕として振舞う一方、敵と通じてギリアドを崩壊に導いた。数々の名前を使い、ローランドの前に現れ対決する。名前は出生名のウォルター・オディム、ジョン・ファースン以外はすべてイニシャルがR・Fである。『ザ・スタンド_(小説)』、『ドラゴンの眼』などにも登場する。深紅の王の部下。ローランドは彼を自らの手で打ち倒さねばならないという宿命を背負っている。
深紅の王（クリムゾン・キング、Crimson King）
カ・テットとローランドの敵。暗黒の塔を倒そうと画策する、謎の存在。キングの諸作品においても黒幕として語られている。
コート(Cort)
ローランド、カスバート、アランらの師。弟子を容赦なく殴り飛ばすなど厳しい言動を取る。ローランドに大きな影響を与えた。動乱の最中に死亡。一説では、何者かに毒殺されたといわれる。
カスバート・オールグッド(Cuthbert Allgood)
ローランドの友人。ジェリコの丘の戦いで、フラッグに目を射抜かれて死亡。
アラン・ジョンズ(Alain Johns)
ローランドの友人。ローランド、カスバートとともに旅をする仲間。この三人が、ローランドにとって最初のカ・テットである。ローランド、カスバートに誤って撃たれ死亡。
スーザン・デルガド(Susan Delgado)
ローランドの初恋の相手。陰謀により町長殺しの嫌疑を掛けられたローランドを助けたことより火あぶりにされる。

## 作品解説

### ダーク・タワー世界
『ダーク・タワー』（とその系列にある作品中）には登場人物たちの背後にある2つの勢力の対立が描かれている箇所も多い。その背後にある力は、ここでは＜純白＞の勢力（善）と＜深紅の王＞の勢力（悪）の対立となっている。
＜純白＞は、ローランドの先祖、アーサー・エルド王（円卓の騎士などで知られるアーサー王）の古くからの勢力である。
そして、そのどちらにも加担し得る力として＜カ＞（ちからではなくか）が登場している。この＜カ＞の定義は非常に難しいが、いわゆる“ロースピーチ語”での「運命」という語がもっともよく当てはまる。または「個人の＜カ＞」という使い方をする場合、「個人の運命」だけでなく「個人の意志」をも表すようだ。＜カ＞の語源には諸説あるが、もっとも有力なのはヒンドゥー教のカルマ（業）である。「運命」には善悪は関係しない。したがってこの＜カ＞は、善悪に関係なく働くといわれる。実は、この＜カ＞の源は動物の形をとる守護者のひとり、亀である。亀は12の守護者の中で最高の格のものとされ、＜ギャン＞とも呼ばれる。
ギャンと暗黒の塔を支える魔法の力（ビーム）は、万物の原初の創造の源（プリム）から誕生した。宇宙はこのギャンによって創られたとされる。ここで重要なのは、塔がいくつもの世界・宇宙を一点で結んだ事である。が、長い時間の中でプリムが衰退し、暗黒の塔とビームだけが残った。魔法の時代の終焉である。
次にやってきたテクノロジーの時代では、＜偉大なるいにしえの人々＞が、全世界・宇宙を支配しようとした。宇宙と世界が無限にあることを彼らは見つけてしまったのである。当然暗黒の塔に手を出してビームを機械に置き換え、永久的であった魔法を損ねてしまった。世界と世界を結ぶ（機械の）ドアを造ったのも彼らである。最終的には疫病、核、生物兵器により彼らは自滅していった。ただし人々は、それらの行いに対しての償いとして12のサイボーグの守護者の偶像を造った（12という数字は、6本の細長いビームが塔を中心に放射状に配置されていて、その端を守護することによる）。それから数千年がたち、ローランド・デスチェインらの騎士とガンスリンガーの時代が来るのである。
　
ローランドの時代、ビームはすでに衰えており、深紅の王という強大な存在が暗黒の塔を倒壊させようとしていた。そのため、ローランドは自身の先祖であるアーサー・エルド（アーサー王）の末裔として、暗黒の塔をめざすことになる。この過程で、それぞれ別の年代のニューヨークにいたジェイク、エディ、スザンナを、世界の間をつなぐ（魔法の）ドアから引き入れたのである。このことが実は、まだ力を失っていない＜ギャン＞＝＜カ＞の意志であった。それ故にこの一団は、＜カ＞によって結束した人々＝＜カ・テット＞と呼ばれるのである。
深紅の王は塔を倒すため、『シャイニング』や『キャリー』などで登場した超能力を持つ子供をあらゆる世界から集め、その力を増幅してビームの破壊に用いている。また黒衣の男をはじめとする自分の部下を様々な世界に派遣し、塔を守る＜純白＞の勢力を衰えさせる工作を行った。これらの攻撃によって塔は狂い始め、キング作品の多くで深紅の王の勢力が拡大していった。＜純白＞の勢力は時にそれに抗い、打ち勝ってきたが、全ての原因である暗黒の塔の存在を知る者は極めて少なく、完全なる勝利はローランドとその＜カ・テット＞に委ねられている。
塔を守るためにはそれを支えるビームを守らなければならない。物語が始まった時点で3本あったビームだが、1本は旅の途中で折れてしまった。中間世界を通るもの、ニューヨークのある世界を通るものの2本を、彼らは救わなければならなくなる。

### 旅の人間ドラマ
物語を進行させる一つの要素はキャラクター造形である。ローランドの仲間となるジェイク、エディ、スザンナ、オイらを初め、途中通過する＜タル＞や＜河の交差点＞、＜ラド＞、＜カーラ＞、メイン州やニューヨーク、＜雷鳴＞などの人々、そしてウォルターら悪役は皆それぞれに個性的である。旅の途中にはかれらが互いにくりひろげる人間ドラマが多くあり、それら一つ一つの過程があって初めて長大な旅を続けられるのである。
さらに物語の流れから、物語全体は大きく1から4部と5から7部に分けられる。前者はローランドによる＜カ・テット＞形成を主とした部分であり、後者は彼らが塔とその世界を救おうと戦い、仲間の死と＜カ・テット＞の崩壊を経ながらもなお塔をめざす、＜カ・テット＞の塔への旅の部分である。

## シリーズ構成
- ダーク・タワーI ガンスリンガー (The Gunslinger) 1982年、加筆版は2003年

黒衣の男は飄然と荒野の彼方に逃げ去り、ガンスリンガーはその後を追った。ガンスリンガーは黒衣の男の足跡を辿り、行く先々で屍の山を築き上げながらこれを追跡する。途中ジェイクという少年と出会って交流を重ねるが、ガンスリンガーは黒衣の男を追うことを優先して彼を見殺しにする。やがてガンスリンガーは黒衣の男と対面、不可思議な予言を受けて自分が暗黒の塔へ辿り着く宿命にあることを悟る。
- ダーク・タワーII 運命の三人 (The Drawing of the Three) 1987年

黒衣の男の予言に従って奇妙な扉を抜けたローランドは、ニューヨークという見知らぬ街に辿り着く。困惑しながらもそこでエディ、スザンナといった複雑な事情を抱えた若者たちを仲間に引き入れたローランドは、死んだはずのジェイクと再び巡り合う。父親との不和から死の危機に瀕していたジェイクを守るためにローランドは奮闘し、今度こそ彼を救うことに成功する。
- ダーク・タワーIII 荒地 (The Waste Lands) 1991年

再び中間世界を旅するローランドたちだが、ジェイクを救ったことによるタイム・パラドックスに悩まされるようになる。これを解消すべく再び扉をこえた彼らは真の三人目であるジェイクを引き入れ、共に戦う旅の仲間＜カ・テット＞を結成。やがて荒地を横断する超音速モノレールの存在を知って乗り込む＜カ・テット＞の面々だが、狂えるメインコンピューター・ブレインから命をかけたなぞなぞ対決を挑まれる。
- ダーク・タワーIV 魔道師と水晶球 (Wizard and Glass)1997年

ブレインとのなぞなぞ対決をエディの機転で切り抜けた＜カ・テット＞の面々は、絆を深め合いながらさらに旅を続けていく。その中でローランドが語るのは、かつて父の密命を帯びて最初の＜カ・テット＞である親友と共に訪れた小さな町ハンブリーでの冒険と、そこで出会った少女スーザンとの悲恋であった。
- ダーク・タワーV カーラの狼 (Wolves of the Calla) 2003年

塔を守るべく現実世界と中間世界を行き来しながら旅を続けるローランドたちは、辺境の小さな町カーラを襲う「狼」という集団と戦ってくれるよう求められる。塔を倒さんとする深紅の王の配下である「狼」は、カーラから子供を攫っていたのだ。吸血鬼を狩り続けてきたキャラハン神父を＜カ・テット＞に引き入れた一行はガンスリンガーとして「狼」へ立ち向かうが、そんな中でスザンナに異変が起こり始める。
- ダーク・タワーVI スザンナの歌 (Song of Susannah) 2004年

突如として姿を消したスザンナ。それは妖魔の子を植え付けられたことにより、邪悪な第四の人格が力を増したためであった。スザンナを追って現実世界へと向かう＜カ・テット＞の面々だが、敵の策略によって分断され、窮地に陥る。そしてなおも使命を果たそうと奮闘するローランドは、全ての真実を求めてメイン州のある男を訪ねる。その人物こそ小説家を自称する風変わりな若者、スティーブン・キングだった。
- ダーク・タワーVII 暗黒の塔 (The Dark Tower) 2004年

スザンナを救うため、そいて暗黒の塔を守るべく奮闘する＜カ・テット＞だが、塔を倒さんとする深紅の王の勢力との最後の戦いによって次々に仲間を失い、＜カ・テット＞は崩壊していく。何もかもを失いながらそれでも旅を続けるローランドはついに暗黒の塔に至り、深紅の王と対決に挑むが、その旅の最後には想像もしない光景が待ち受けていた。

## 執筆と出版、日本語訳
キングは、まだ大学生であった1970年ごろから構想を温めており、ロバート・ブラウニングの詩『童子ローランド、暗黒の塔に至る』Childe Roland to the Dark Tower Cameを読んだことが、構想を得たきっかけである。また、『ザ・スタンド』同様、J・R・R・トールキンの『指輪物語』にも影響を受けている。
1970年代から断続的に書き進められたが、完成させるまでに30年ほどかかっている。最後の3部は、第4部が出版されてからかなり間を置いて執筆・出版された。この3部がこれほど早く執筆された（2001年から2003年）理由についてキング自身は、自分が死んでから、ダーク・タワーを「未完の部類に入れたくなかった」と言っている。1999年に交通事故にあい、死への恐怖が生まれたことで完成させることを決意したらしい。ただ、この3部のプロットがある程度決まっていたことは、『不眠症』など事故前の作品に伏線があることから推測できるだろう。
日本語訳は、当初角川書店から池央耿の訳で第1、2部が、風間賢二の訳で第3、4部が刊行されたが、アメリカで出版が滞ったために中断された。その後、2003年になってアメリカで続巻の出版が始まり、新潮文庫より風間の単独訳で2005年から刊行され直した。この新潮文庫版の第1部『ガンスリンガー』の日本語訳は、流麗な文体で知られている池央耿の旧訳を参考にしている。ただし、キング自身が全巻を書き終えたのちに、矛盾を取りのぞく目的で『ガンスリンガー』を一部改訂したため、全く同じ物を改訳したというわけではない。第1部は執筆当初の文章をそのまま生かした独特の文体である。また、新潮文庫版では、原書の愛蔵版に付されている挿絵が収録されている。カバーについては、すべてスティーブ・ストーン(Steve Stone)の手によるものだが、第5部以降は日本限定である。
2017年には角川文庫版が刊行。これは新潮文庫版を加筆・修正し、2012年に刊行された「鍵穴を吹き抜ける風」（第4部と第5部の間の位置する）を追加している。劇中に出てくる絵本 Charlie the Choo-Choo も2016年にアメリカで刊行されたため、日本語訳が角川から刊行された。
マーベル・コミック社によって2007年からコミック化されている。2007年から2010年までは、小説の第1部以前の話を描いている。2011年以降は、キングの小説を第1部から漫画化している。

### 角川書店版（1992年-2002年）
- 暗黒の塔 I ガンスリンガー （訳：池央耿）
  - 単行本 ISBN 4-04-791200-X（1992年4月）
  - 文庫本 ISBN 4-04-278201-9（1998年9月）
- 暗黒の塔 II ザ・スリー （訳：池央耿）
  - 単行本 ISBN 4-04-791239-5（1996年5月）
  - 文庫本 ISBN 4-04-278203-5（1999年5月）
- 暗黒の塔 III 荒地 （訳：風間賢二）
  - 単行本 ISBN 4-04-791280-8（1997年10月）
  - 文庫本 上巻 ISBN 4-04-278204-3（1999年9月）
  - 文庫本 下巻 ISBN 4-04-278205-1（1999年9月）
- 暗黒の塔 IV 魔道師の虹 （訳：風間賢二）
  - 単行本 上巻 ISBN 4-04-791328-6（2000年5月）
  - 単行本 下巻 ISBN 4-04-791343-X（2000年5月）
  - 文庫本 上巻 ISBN 4-04-278206-X（2002年5月）
  - 文庫本 下巻 ISBN 4-04-278207-8（2002年5月）

### 新潮文庫版
- ダーク・タワーI ガンスリンガー ISBN 4-10-219339-1（2005年12月）
- ダーク・タワーII 運命の三人
  - 上巻 ISBN 4-10-219340-5（2006年1月）
  - 下巻 ISBN 4-10-219341-3（2006年1月）
- ダーク・タワーIII 荒地
  - 上巻 ISBN 4-10-219342-1（2006年2月）
  - 下巻 ISBN 4-10-219343-X（2006年2月）
- ダーク・タワーIV 魔道師と水晶球
  - 上巻 ISBN 4-10-219344-8（2006年3月）
  - 中巻 ISBN 4-10-219345-6（2006年3月）
  - 下巻 ISBN 4-10-219346-4（2006年3月）
- ダーク・タワーV カーラの狼
  - 上巻 ISBN 4-10-219347-2（2006年4月）
  - 中巻 ISBN 4-10-219348-0（2006年4月）
  - 下巻 ISBN 4-10-219349-9（2006年4月）
- ダーク・タワーVI スザンナの歌
  - 上巻 ISBN 4-10-219353-7（2006年8月）
  - 下巻 ISBN 4-10-219354-5（2006年8月）
- ダーク・タワーVII 暗黒の塔
  - 上巻 ISBN 4-10-219355-3（2006年10月）
  - 中巻 ISBN 4-10-219356-1（2006年11月）
  - 下巻 ISBN 4-10-219357-X（2006年12月）
- （外伝）エルーリアの修道女 (The Little Sister of Eluria) 短編集『第四解剖室』所収

### 角川文庫版（2017年）
- ダークタワー I ガンスリンガー ISBN 978-4-04-104962-4（2017年1月）
- ダークタワー II 運命の三人
  - 上巻 ISBN 978-4-04-104963-1（2017年1月）
  - 下巻 ISBN 978-4-04-104964-8（2017年1月）
- ダークタワー III 荒地
  - 上巻 ISBN 978-4-04-104965-5（2017年4月）
  - 下巻 ISBN 978-4-04-104966-2（2017年4月）
- ダークタワー IV 魔道師と水晶球
  - 上巻 ISBN 978-4-04-104967-9（2017年6月）
  - 下巻 ISBN 978-4-04-104968-6（2017年6月）
- ダークタワー IV‐1/2 鍵穴を吹き抜ける風 ISBN 978-4-04-104975-4（2017年6月）
- ダークタワー V カーラの狼
  - 上巻 ISBN 978-4-04-104969-3（2017年7月）
  - 下巻 ISBN 978-4-04-104970-9（2017年7月）
- ダークタワー VI スザンナの歌
  - 上巻 ISBN 978-4-04-104971-6（2017年8月）
  - 下巻 ISBN 978-4-04-104972-3（2017年8月）
- ダークタワー VII 暗黒の塔
  - 上巻 ISBN 978-4-04-104973-0（2017年10月）
  - 下巻 ISBN 978-4-04-104974-7（2017年10月）
- シュッシュッポッポきかんしゃチャーリー ISBN 978-4-04-105405-5（2017年11月）

## 映画
2007年頃からJ・J・エイブラムスやロン・ハワードにより映画化が検討されていたが、実現には至らなかった。最終的に『ミレニアム ドラゴン・タトゥーの女』の脚本で知られるニコライ・アーセルによって映画化され、アメリカでは2017年8月4日に公開。日本では『ダークタワー』の邦題で2018年1月27日公開。

### ストーリー
消防士である父親を大火災で亡くしたジェイクは、それ以来「暗黒の塔と、子供が持つ力＜輝き（シャイニング）＞を使って塔の破壊を目論む黒衣の男、そのために子供を誘拐する人の皮を被った怪物」の夢に悩まされている。彼が住むニューヨークをはじめとした世界の各都市では奇妙な地震が頻発しており、それに塔の夢が関係しているとジェイクは考えていたが、周囲からは精神に問題のある少年と見なされていた。
ある日、いつもと違って「黒衣の男を追うガンスリンガー」の夢を見たジェイクは、実母ローリーと義父ロンの手によって週末だけ精神キャンプに送り込まれることになる。しかし、迎えに来たスタッフの特徴から彼らが夢で見た怪物であることに気付いて逃走すると、夢の内容を手がかりにとある廃屋へと辿り着く。ジェイクは探索の末に、機械仕掛けのポータルを使って＜中間世界（ミッド・ワールド）＞へ移動すると、夢で見たガンスリンガーことローランドと出会う。当初はジェイクを警戒し突き放すローランドだが、ジェイクの見た夢の情報を有益と考えて同行を許可する。一方で、黒衣の男は無断で使用されたポータルについて調べ、ジェイクが強力な＜輝き＞を秘めた少年であることを突き止めていた。
ジェイクは旅の中でローランドとの交流を深めると共に、怪物に襲われたことで自分の心身の弱さと、塔を守るガンスリンガーの使命を放棄して黒衣の男を追うローランドの復讐心を理解する。ローランドは目当ての透視能力者にジェイクの夢を視てもらい、ジェイクの＜輝き＞が強大であることと、黒衣の男の拠点が歩いて半年もかかる場所にあることを知る。ジェイクは、ポータルのあったニューヨークには黒衣の男の中継基地があるはずだと提案し、集落の緊急避難用であるポータルを使わせてもらうことになるが、集落は黒衣の男が送り込んだ部隊に襲撃されてしまう。多くの人が犠牲になる中で、黒衣の男がジェイクを狙っていることを知った2人は、部隊を撃退しながらニューヨークへと移動する。
2人はひとまず負傷したローランドを治療するため病院へ向かった後、中継基地を探すためにジェイクの自宅を訪れる。しかし、黒衣の男はジェイクの感情を刺激して力を使わせるため、彼の両親を殺害していた。ジェイクは黒衣の男の思惑通りに力を使ってしまうが、自分を気遣うローランドに宥められ落ち着きを取り戻す。しかし、「君の復讐も自分が果たす」と話すローランドに対して、ジェイクは「復讐ではなく、塔を守り、世界を救うことが大事だ」と諭した。驚くと同時に、黒衣の男に殺された父から託された使命を思い出したローランドは、父から授かったガンスリンガーの教えをジェイクに伝えることで、共にガンスリンガーとして黒衣の男から塔を守ることを約束する。
2人は銃弾の調達にガンショップを訪れるが、黒衣の男の策略によって分断され、ジェイクは黒衣の男の拠点に連れ去られてしまう。黒衣の男はジェイクの＜輝き＞を使って塔の破壊を果たそうとするが、ジェイクは抵抗し、やがて手下を蹴散らしたローランドが現れる。
ついに黒衣の男と直接対峙したローランドはその強大な力に圧倒されるが、ジェイクが唱えるガンスリンガーの教えに再起し、見事に黒衣の男を討ち果たす。塔を攻撃する拠点を破壊した2人は、ニューヨークに隠されていたポータルを使い、塔を守るため新たな旅に出るのだった。

### キャスト
※括弧内は日本語吹替。
- ガンスリンガー / ローランド・デスチェイン - イドリス・エルバ（志村知幸）
- 黒衣の男 / ウォルター - マシュー・マコノヒー（井上和彦）
- ジェイク・チェンバーズ - トム・テイラー（英語版）（村瀬歩）
- アラ - クローディア・キム（大津愛理）
- ピムリ - フラン・クランツ（手塚ヒロミチ）： ウォルターの手下。
- ティラナ - アビー・リー（鶏冠井美智子）： ウォルターの手下。
- セイヤー - ジャッキー・アール・ヘイリー（後藤光祐）： ウォルターの手下。
- ローリー・チェンバーズ - キャサリン・ウィニック（清水はる香）： ジェイクの母。
- スティーヴン - デニス・ヘイスバート（間宮康弘）： ローランドの父。
- ロン - ニコラス・ポーリング（烏丸祐一）： ジェイクの母の再婚相手。
- ティミー - マイケル・バルビエリ（英語版）： ジェイクの友達。
- ホッチキス医師 - ホセ・ズニーガ： 精神分析医。